# Rafael Márquez
Rafael Márquez Álvarez (tiếng Tây Ban Nha: [maɾkes rafael alβaɾes]lang, đã Latinh hoá: RafaelMarquezPronunciation.ogg; sinh ngày 13 tháng 2, 1979 tại Zamora de Hidalgo, Michoacán) là một cựu cầu thủ bóng đá và huấn luyện viên người México.  Anh thi đấu ở vị trí trung vệ, từng giành nhiều danh hiệu trong thời gian khoác áo các câu lạc bộ Monaco, FC Barcelona và New York Red Bulls. Năm 2006, anh vô địch UEFA Champions League cùng Barcelona và trở thành cầu thủ Mexico đầu tiên vô địch giải đấu này. Hiện tại ông đang dẫn dắt đội bóng Barcelona B
Ở đội tuyển Mexico, Márquez có hơn 100 lần khoác áo đội tuyển. Anh cùng với Lothar Matthäus, Antonio Carvajal đang nắm giữ kỉ lúc tham dự nhiều kì World Cup nhất. Anh là đội trưởng đội tuyển Mexico tham dự các kì World Cup: 2002, 2006, 2010, 2014 và 2018.

## Sự nghiệp câu lạc bộ

### Atlas
Márquez bắt đầu sự nghiệp bóng đá chuyên nghiệp của mình tại câu lạc bộ bóng đá México Atlas Guadalajara, nơi anh có màn ra mắt vào năm 1996 khi chỉ mới 17 tuổi. Năm 1999, anh cùng đội bóng giành được ngôi vị á quân Giải Ngoại hạng Mexico sau thất bại trước Deportivo Toluca. 

### Monaco
Sau khi có tổng cộng 77 trận đấu tại Atlas, Márquez chuyển đến Pháp thi đấu cho Monaco. Năm 1999, Monaco đã mua Márquez với giá 7 triệu €. Các tuyển trạch viên của Monaco đã phát hiện ra anh khi xem giải đấu Copa América. Mùa giải đầu tiên cùng với Monaco đã kết thúc với chức vô địch Ligue 1. Sau đó, anh còn cùng câu lạc bộ giành thêm chức vô địch Siêu cúp bóng đá Pháp 2000 và Cúp Liên đoàn bóng đá Pháp 2002-03.

### Barcelona
Sau bốn năm tại Monaco, anh chuyển về thi đấu cho FC Barcelona ở mùa giải 2003-04 với phí chuyển nhượng 5 triệu € theo bản hợp đồng có thời hạn 4 năm, với nhiệm vụ lấp chỗ trống ở tuyến phòng ngự đội bóng này sau sự ra đi của Frank De Boer.
Anh là người Mexico đầu tiên khoác áo FC Barcelona. Trong mùa giải đầu tiên, anh đã ra sân trong 21 trận và cùng Barca giành ngôi á quân La Liga. Trong mùa giải thứ hai của mình, Marquez chủ yếu chơi như một tiền vệ phòng ngự do lần lượt Thiago Motta, Edmílson và Gerard López chấn thương. Tuy nhiên, anh đã thi đấu xuất sắc trong mùa giải này và góp phần vào chức vô địch La Liga lần thứ 17 của Barcelona sau trận hòa 1-1 với Levante ngày 14 tháng 5 năm 2005.
Năm 2006, anh đã có mặt trong trận chung kết UEFA Champions League gặp Arsenal và trở thành cầu thủ Mexico đầu tiên chơi trận chung kết ở giải đấu này. Chung cuộc Barcelona thắng Arsenal 2-1 và Márquez cũng trở thành người Mexico đầu tiên giành chức vô địch UEFA Champions League. Sau World Cup 2006, Marquez đã ký hợp đồng mới trong bốn năm, trị giá 38,5 triệu € có thời hạn đến tháng 6 năm 2010. Tại mùa giải 2007-08, Márquez đá cặp với cầu thủ mới của Barca, Gabriel Milito, trong thời gian đội trưởng Carles Puyol bị chấn thương. Kết thúc mùa giải này, Barcelona chỉ về thứ 3 tại La Liga và Márquez bị chấn thương hành hạ cả nửa sau mùa giải.
Sau khi huấn luyện viên Josep Guardiola lên nắm đội, Márquez vẫn được trọng dụng và sau khi Ronaldinho ra đi, anh trở thành cầu thủ cuối cùng dưới thời Rijkaard còn thi đấu cho đội. Ở mùa giải 2008-09, anh luôn có mặt trong đội hình chính thức ở vị trí trung vệ. Ngày 13 tháng 12 năm 2008, Márquez có trận đấu thứ 200 cho Barcelona trong trận thắng 2-0 trước Real Madrid. Ngày 28 tháng 4 năm 2009, trong trận bán kết UEFA Champions League với Chelsea, Márquez bị chấn thương nặng phải rời sân ở đầu hiệp 2. Sau trận đấu, anh được khuyên phải tiến hành phẫu thuật chân trái và phải nghỉ thi đấu đến hết mùa.
Sau khi cùng Barcelona giành cú ăn ba, Márquez nhận được lời đề nghị chuyển nhượng từ câu lạc bộ Ý Fiorentina. Tuy nhiên, anh đã từ chối vì muốn kết thúc sự nghiệp tại Barcelona mặc dù hợp đồng giữa anh và câu lạc bộ sẽ hết hạn vào mùa hè 2010. Tháng 11 năm 2009, Márquez đã gia hạn hợp đồng với Barca đến tận năm 2012. Số tiền giải phóng hợp đồng của anh lên đến 150,4 triệu $. Ngày 20 tháng 2 năm 2010, anh ghi bàn nâng tỉ số lên 3-0 từ một quả đá phạt trong chiến thắng 4-0 trước Racing Santander tại La Liga.
Trong khoảng thời gian thi đấu cho Barcelona, anh trở thành một trong những cầu thủ nước ngoài thành công nhất. Tổng cộng anh giành được 12 danh hiệu, ghi được 13 bàn thắng trong 242 trận, giúp anh trở thành cầu thủ không phải châu Âu có số trận thi đấu nhiều nhất lịch sử câu lạc bộ, đồng thời đứng thứ 8 trong danh sách những cầu thủ nước ngoài chơi nhiều trận nhất.

### New York Red Bulls
Sau 7 năm gắn bó với Barcelona, Márquez chuyển đến câu lạc bộ New York Red Bulls tại Giải bóng đá nhà nghề Mỹ (MLS) để tái hợp với người đồng đội cũ ở Barca là Thierry Henry. Ngày 1 tháng 8 năm 2010, Márquez chính thức ký hợp đồng với New York Red Bull. Tại đây, anh khoác áo số 4.
Ngày 8 tháng 8, Márquez có trận đấu đầu tiên tại MLS, hòa Chicago Fire 0-0. Ngày 21 tháng 8, anh có bàn thắng đầu tiên cho Red Bulls trong chiến thắng 4-1 trước Toronto FC. Hai tháng sau đó, Márquez có mặt trong chiến thắng 2-0 của Red Bulls trước New England Revolution để giành chức vô địch khu vực phía Đông Giải Bóng đá Nhà nghề Mỹ 2010.
Ngày 30 tháng 10 năm 2011, trong trận tứ kết lượt đi MLS với Los Angeles Galaxy, Márquez phải hứng chịu làn sóng chỉ trích lớn khi trong những phút cuối trận, anh đã cầm bóng ném thẳng vào người tiền đạo Landon Donovan, gây nên một vụ ẩu đả và do đó đã lãnh thẻ đỏ trực tiếp cùng với án phạt cấm thi đấu ba trận. Ngày 14 tháng 1 năm 2012, trong trận đấu với San Jose Earthquakes, Márquez đã có hành vi tắc bóng từ phía sau và đá vào mặt cầu thủ Shea Salinas khiến anh này bị gãy xương đòn. Hành động này của Márquez khiến anh phải chịu một số tiền phạt không được tiết lộ và bị cấm thi đấu 3 trận.
New York đã chấm dứt hợp đồng với Márquez vào ngày 13 tháng 12 năm 2012.

### León
Ngay sau khi rời New York Red Bulls, Márquez đã ký hợp đồng với câu lạc bộ Mexico León, chính thức trở về quê nhà sau 13 năm. Ngày 5 tháng 10 năm 2013, anh có bàn thắng đầu tiên cho León từ chấm phạt đền trong trận đấu với Puebla.
Ngày 15 tháng 12, León có được danh hiệu Apertura năm 2013 sau khi đánh bại América 5–1 sau hai lượt trận với Márquez là đội trưởng đội bóng. Cá nhân Márquez cũng có được danh hiệu vô địch giải bóng đá quốc gia Mexico lần đầu tiên trong sự nghiệp.

## Sự nghiệp đội tuyển quốc gia
Márquez có trận đấu đầu tiên cho Đội tuyển bóng đá quốc gia Mexico vào ngày 5 tháng 2 năm 1997 trong trận thắng 3-1 trước Ecuador nhưng sau đó đã không được triệu tập vào đội tuyển tham dự World Cup 1998.
Márquez đã cùng đội tuyển Mexico giành cúp vô địch Confederations Cup 1999. Tại World Cup 2002 ở Nhật Bản và Hàn Quốc, anh đã được huấn luyện viên Javier Aguirre chọn làm đội trưởng đội tuyển khi mới 23 tuổi. Tại giải đấu này, Mexico phải dừng bước ở vòng 16 đội khi thua đội tuyển Mỹ 2-0. Trong trận này, ở phút 86, Marquez còn bị phạt thẻ đỏ do phạm lỗi ác ý đối với Cobi Jones.
Márquez sau đó tiếp tục được huấn luyện viên Ricardo Lavolpe chọn làm đội trưởng của đội tuyển Mexico tại World Cup 2006 tổ chức tại Đức. Tại giải đấu này, anh đã ghi bàn mở tỉ số ở ngay phút thứ 5 trong trận thua 2-1 trước Argentina tại vòng 16 đội. Márquez sau đó còn tiếp tục tham dự CONCACAF Gold Cup 2007 và Copa América 2007.
Tại World Cup 2010, Márquez đã kịp trở lại tập luyện sau chấn thương để có thể kịp ra sân trong trận khai mạc với chủ nhà Nam Phi. Anh cũng trở thành người ghi bàn đầu tiên cho tuyển Mexico tại giải đấu này với bàn gỡ hoà 1-1 ở phút 79 từ đường chuyền của Andrés Guardado. Trong chiến thắng 2-0 sau đó trước đội tuyển Pháp, anh cũng là người đã kiến thiết cho tiền đạo Javier Hernández Balcázar ghi bàn mở tỉ số của trận đấu.
Ngày 29 tháng 3 năm 2011, Márquez trở thành cầu thủ thứ tám trong lịch sử của Mexico đạt đến ngưỡng 100 lần khoác áo đội tuyển quốc gia trong trận hòa 1-1 giữa Mexico và Venezuela. Anh góp một bàn trong chiến thắng 5-1 của Mexico trước New Zealand tại trận play-off liên lục địa giành quyền tham dự World Cup 2014.
Tại World Cup 2014 tổ chức ở Brasil, dù đã 35 tuổi, anh vẫn có tên trong danh sách chính thức 23 cầu thủ Mexico tham dự giải đấu này. Trong trận Mexico thắng Cameroon 1 - 0 tại trận mở màn của Mexico tại Giải vô địch bóng đá thế giới 2014, Márquez trở thành cầu thủ đầu tiên đeo băng đội trưởng tại bốn vòng chung kết World Cup khác nhau.
Trong trận cuối cùng của vòng bảng với Croatia, Márquez đã có cú đánh đầu hiểm hóc mở tỉ số và chung cuộc Mexico đã thắng Croatia 3-1 để lần thứ sáu liên tiếp lọt vào vòng đấu loại trực tiếp của World Cup. Bàn thắng này cũng giúp Márquez trở thành cầu thủ Mexico đầu tiên ghi bàn tại ba kỳ World Cup liên tiếp và là cầu thủ Mexico thứ hai sau Cuauhtémoc Blanco ghi bàn tại ba kỳ World Cup. Anh được FIFA bầu chọn là Cầu thủ xuất sắc nhất trận.
Đến trận đấu vòng 1/8 với Hà Lan, dù thi đấu xuất sắc trong phần lớn thời gian trận đấu, anh đã có pha va phạm trong vòng cấm đối với Arjen Robben dẫn đến quả đá phạt đền mà từ đó Klaas-Jan Huntelaar đã ấn định chiến thắng 2-1 cho Hà Lan. Đây cũng là lần thứ sáu liên tiếp Mexico bị loại ở vòng 1/8.
Sau kì World Cup 2018 đáng thất vọng của México (lần thứ 6 liên tiếp dừng bước ở vòng 16 đội), Rafael Márquez tuyên bố kết thúc sự nghiệp thi đấu quốc tế sau 21 năm gắn bó, tổng cộng anh đã thi đấu 148 trận và ghi được 18 bàn thắng.

## Cuộc sống cá nhân
Cha của anh, Rafael Márquez Esqueda cũng là cầu thủ bóng đá chuyên nghiệp tại Mexico. Anh kết hôn với nữ diễn viên Adriana Lavat vào tháng 12 năm 2001 và có hai con, Santiago Rafael và Rafaela, trước khi ly dị vào năm 2007. Sau đó, anh kết hôn với Jaydy Michel, vợ cũ của ca sĩ Alejandro Sanz.

## Thống kê sự nghiệp

### Câu lạc bộ
Tính đến 29 tháng 4 năm 2018
| Câu lạc bộ          | Câu lạc bộ          | Câu lạc bộ          | Giải đấu | Giải đấu | Cúp quốc gia     | Cúp quốc gia     | Châu lục          | Châu lục          | Tổng cộng | Tổng cộng |
| Mùa giải            | Câu lạc bộ          | Giải đấu            | Trận     | Bàn      | Trận             | Bàn              | Trận              | Bàn               | Trận      | Bàn       |
| Mexico              | Mexico              | Mexico              | Giải đấu | Giải đấu | Cúp              | Cúp              | Bắc Mỹ            | Bắc Mỹ            | Tổng cộng | Tổng cộng |
| ------------------- | ------------------- | ------------------- | -------- | -------- | ---------------- | ---------------- | ----------------- | ----------------- | --------- | --------- |
| 1996–97             | Atlas               | Primera División    | 24       | 2        | —                | —                | —                 | —                 | 24        | 2         |
| 1997–98             | Atlas               | Primera División    | 20       | 1        | —                | —                | —                 | —                 | 20        | 1         |
| 1998–99             | Atlas               | Primera División    | 33       | 3        | —                | —                | —                 | —                 | 33        | 3         |
| Tổng cộng           | Tổng cộng           | Tổng cộng           | 77       | 6        | —                | —                | —                 | —                 | 77        | 6         |
| Pháp                | Pháp                | Pháp                | Giải đấu | Giải đấu | Coupe de France  | Coupe de France  | Châu Âu           | Châu Âu           | Tổng cộng | Tổng cộng |
| 1999–2000           | Monaco              | Ligue 1             | 23       | 3        | 2                | 0                | 6                 | 0                 | 31        | 3         |
| 2000–01             | Monaco              | Ligue 1             | 15       | 1        | 0                | 0                | 4                 | 0                 | 19        | 1         |
| 2001–02             | Monaco              | Ligue 1             | 19       | 0        | 3                | 0                | —                 | —                 | 22        | 0         |
| 2002–03             | Monaco              | Ligue 1             | 30       | 1        | 0                | 0                | —                 | —                 | 30        | 1         |
| Tổng cộng           | Tổng cộng           | Tổng cộng           | 87       | 5        | 5                | 0                | 10                | 0                 | 102       | 5         |
| Tây Ban Nha         | Tây Ban Nha         | Tây Ban Nha         | Giải đấu | Giải đấu | Copa del Rey     | Copa del Rey     | Cahau Âu          | Cahau Âu          | Tổng cộng | Tổng cộng |
| 2003–04             | Barcelona           | La Liga             | 22       | 1        | 6                | 0                | 3                 | 0                 | 31        | 1         |
| 2004–05             | Barcelona           | La Liga             | 34       | 3        | 1                | 0                | 6                 | 0                 | 41        | 3         |
| 2005–06             | Barcelona           | La Liga             | 25       | 0        | 4                | 1                | 8                 | 0                 | 37        | 1         |
| 2006–07             | Barcelona           | La Liga             | 21       | 1        | 7                | 0                | 7                 | 0                 | 35        | 1         |
| 2007–08             | Barcelona           | La Liga             | 23       | 2        | 5                | 0                | 8                 | 0                 | 36        | 2         |
| 2008–09             | Barcelona           | La Liga             | 23       | 1        | 4                | 1                | 10                | 1                 | 37        | 3         |
| 2009–10             | Barcelona           | La Liga             | 15       | 1        | 3                | 0                | 5                 | 0                 | 23        | 1         |
| Tổng cộng           | Tổng cộng           | Tổng cộng           | 163      | 9        | 30               | 2                | 47                | 1                 | 240       | 12        |
| Hoa Kỳ              | Hoa Kỳ              | Hoa Kỳ              | Giải đấu | Giải đấu | MLS Cup Playoffs | MLS Cup Playoffs | CONCACAF          | CONCACAF          | Tổng cộng | Tổng cộng |
| 2010                | New York Red Bulls  | Major League Soccer | 10       | 1        | 2                | 0                | —                 | —                 | 12        | 1         |
| 2011                | New York Red Bulls  | Major League Soccer | 19       | 0        | 2                | 0                | —                 | —                 | 21        | 0         |
| 2012                | New York Red Bulls  | Major League Soccer | 15       | 0        | 2                | 0                | —                 | —                 | 17        | 0         |
| Tổng cộng           | Tổng cộng           | Tổng cộng           | 44       | 1        | 6                | 0                | —                 | —                 | 50        | 1         |
| México              | México              | México              | Giải đấu | Giải đấu | Copa MX          | Copa MX          | Copa Libertadores | Copa Libertadores | Tổng cộng | Tổng cộng |
| 2012–13             | León                | Liga MX             | 13       | 0        | —                | —                | 1                 | 0                 | 14        | 1         |
| 2013–14             | León                | Liga MX             | 25       | 1        | 0                | 0                | 7                 | 0                 | 32        | 1         |
| 2014–15             | León                | Liga MX             | 2        | 0        | —                | —                | —                 | —                 | 2         | 0         |
| Tổng cộng           | Tổng cộng           | Tổng cộng           | 40       | 1        | —                | —                | 8                 | 0                 | 48        | 2         |
| Ý                   | Ý                   | Ý                   | League   | League   | Coppa Italia     | Coppa Italia     | Châu Âu           | Châu Âu           | Tổng cộng | Tổng cộng |
| 2014–15             | Verona              | Serie A             | 27       | 0        | 3                | 0                | —                 | —                 | 30        | 0         |
| 2015–16             | Verona              | Serie A             | 9        | 0        | 1                | 0                | —                 | —                 | 10        | 0         |
| Tổng cộng           | Tổng cộng           | Tổng cộng           | 35       | 0        | 5                | 0                | —                 | —                 | 39        | 0         |
| Atlas               | 2015–16             | Liga MX             | 14       | 1        | —                | —                | —                 | —                 | 14        | 1         |
| Atlas               | 2016–17             | Liga MX             | 23       | 0        | —                | —                | —                 | —                 | 23        | 0         |
| Atlas               | 2017–18             | Liga MX             | 21       | 0        | —                | —                | —                 | —                 | 21        | 0         |
| Tổng cộng           | Tổng cộng           | Tổng cộng           | 58       | 1        | —                | —                | —                 | —                 | 58        | 1         |
| Tổng cộng sự nghiệp | Tổng cộng sự nghiệp | Tổng cộng sự nghiệp | 504      | 23       | 46               | 2                | 65                | 1                 | 615       | 26        |

### Đội tuyển quốc gia
Tính đến 2 tháng 7 năm 2018
| México    | México | México |
| Năm       | Trận   | Bàn    |
| --------- | ------ | ------ |
| 1997      | 5      | 0      |
| 1998      | 0      | 0      |
| 1999      | 12     | 2      |
| 2000      | 10     | 2      |
| 2001      | 12     | 0      |
| 2002      | 7      | 1      |
| 2003      | 4      | 1      |
| 2004      | 8      | 1      |
| 2005      | 9      | 1      |
| 2006      | 6      | 1      |
| 2007      | 9      | 1      |
| 2008      | 6      | 1      |
| 2009      | 2      | 0      |
| 2010      | 12     | 1      |
| 2011      | 11     | 1      |
| 2012      | 2      | 0      |
| 2013      | 4      | 1      |
| 2014      | 9      | 3      |
| 2015      | 5      | 0      |
| 2016      | 7      | 2      |
| 2017      | 6      | 0      |
| 2018      | 4      | 0      |
| Tổng cộng | 146    | 19     |

### Bàn thắng quốc tế
Scores and results list Mexico's goal tally first.
| #   | Ngày                 | Địa điểm                                                   | Đối thủ            | Bàn thắng | Kết quả      | Giải đấu                 |
| --- | -------------------- | ---------------------------------------------------------- | ------------------ | --------- | ------------ | ------------------------ |
| 1.  | 5 tháng 2 năm 1999   | Sân vận động Hồng Kông, Loan Tể, Hồng Kông                 | Ai Cập             | 1–0       | 3–0          | Carlsberg Cup 1999       |
| 2.  | 16 tháng 8 năm 1999  | Xanthi FC Arena, Xanthi, Hy Lạp                            | Hy Lạp             | 1–1       | 2–3          | Giao hữu                 |
| 3.  | 13 tháng 2 năm 2000  | Sân vận động Qualcomm, San Diego, Hoa Kỳ                   | Trinidad và Tobago | 1–0       | 4–0          | Cúp Vàng CONCACAF 2000   |
| 4.  | 3 tháng 9 năm 2000   | Sân vận động Azteca, Mexico City, México                   | Panama             | 5–1       | 7–1          | Vòng loại World Cup 2002 |
| 5.  | 12 tháng 5 năm 2002  | Sân vận động Azteca, Mexico City, Mexico                   | Colombia           | 2–1       | 2–1          | Giao hữu                 |
| 6.  | 24 tháng 7 năm 2003  | Sân vận động Azteca, Mexico City, Mexico                   | Costa Rica         | 1–0       | 2–0          | Cúp Vàng CONCACAF 2003   |
| 7.  | 19 tháng 6 năm 2004  | Alamodome, San Antonio, Hoa Kỳ                             | Dominica           | 3–0       | 10–0         | Vòng loại World Cup 2006 |
| 8.  | 7 tháng 9 năm 2005   | Sân vận động Azteca, Mexico City, Mexico                   | Panama             | 2–0       | 5–0          | Vòng loại World Cup 2006 |
| 9.  | 24 tháng 6 năm 2006  | Zentralstadion, Leipzig, Đức                               | Argentina          | 1–0       | 1–2 (a.e.t.) | World Cup 2006           |
| 10. | 28 tháng 3 năm 2007  | McAfee Coliseum, Oakland, Hoa Kỳ                           | Ecuador            | 2–2       | 4–2          | Giao hữu                 |
| 11. | 10 tháng 9 năm 2008  | Sân vận động Víctor Manuel Reyna, Tuxtla Gutiérrez, Mexico | Canada             | 2–0       | 2–1          | Vòng loại World Cup 2010 |
| 12. | 11 tháng 6 năm 2010  | Soccer City, Johannesburg, Nam Phi                         | Nam Phi            | 1–1       | 1–1          | World Cup 2010           |
| 13. | 12 tháng 6 năm 2011  | Soldier Field, Chicago, Hoa Kỳ                             | Costa Rica         | 1–0       | 4–1          | Cúp Vàng CONCACAF 2011   |
| 14. | 30 tháng 10 năm 2013 | Sân vận động Qualcomm, San Diego, Hoa Kỳ                   | Phần Lan           | 1–0       | 4–2          | Giao hữu                 |
| 15. | 13 tháng 11 năm 2013 | Sân vận động Azteca, Mexico City, Mexico                   | New Zealand        | 5–0       | 5–1          | Vòng loại World Cup 2014 |
| 16. | 2 tháng 4 năm 2014   | Sân vận động Đại học Phoenix, Glendale, Hoa Kỳ             | Hoa Kỳ             | 1–2       | 2–2          | Giao hữu                 |
| 17. | 23 tháng 6 năm 2014  | Arena Pernambuco, Recife, Brasil                           | Croatia            | 1–0       | 3–1          | World Cup 2014           |
| 18. | 6 tháng 6 năm 2016   | Sân vận động Đại học Phoenix, Phoenix, Hoa Kỳ              | Uruguay            | 2–1       | 3–1          | Copa América Centenario  |
| 19. | 11 tháng 11 năm 2016 | Sân vận động Mapfre, Columbus, Hoa Kỳ                      | Hoa Kỳ             | 2–1       | 2–1          | Vòng loại World Cup 2018 |

## Danh hiệu

### Câu lạc bộ

#### Monaco
- Ligue 1 (1): 1999–2000
- Coupe de la Ligue (1): 2003
- Trophée des Champions (1): 2000

#### Barcelona
- La Liga (4): 2004–05, 2005–06, 2008–09, 2009–10
- Copa del Rey (1): 2008–09
- Supercopa de España (3): 2005, 2006, 2009
- UEFA Champions League (2): 2005–06, 2008–09
- UEFA Super Cup (1): 2009
- FIFA Club World Cup (1): 2009

#### New York Red Bulls
- Giải Bóng đá Nhà nghề Mỹ (khu vực phía Đông) (1): 2010

#### León
- Liga MX (2): 2013, 2014

### Quốc tế
- FIFA Confederations Cup (1): 1999
- CONCACAF Gold Cup (2): 2003, 2011

### Cá nhân
- Hậu vệ xuất sắc nhất Ligue 1 mùa giải 1999-2000.
- Cầu thủ xuất sắc nhất Bắc Mĩ năm 2005
- Cầu thủ nổi tiếng thứ ba thế giới vào năm 2006.
- Vô địch giải đá phạt thế giới 2008.